# Mordellistena emeryi
Mordellistena emeryi es una especie de coleóptero de la familia Mordellidae.

## Distribución geográfica
Habita en el paleártico: la Europa mediterránea, el Próximo Oriente y el Magreb.